# Yuri Pímenov
Yuri Pímenov (en ruso: Юрий Пименов, Moscú, 26 de noviembre de 1903-ibíd., 6 de septiembre de 1977) fue un pintor ruso.

## Biografía
Yuri Pímenov nació en 1903 en Moscú. Estudió bellas artes en los talleres del Vjutemás, con Serguéi Maliutin y Vladímir Favorski. Compaginó sus estudios trabajando como dibujante para varias revistas. En 1925 fue uno de los fundadores de la Sociedad de Artistas de Caballete, que reúne a los egresados estudiantes del Vjutemás. Dirigida por David Schterenberg, la sociedad se caracterizó por la glorificación de la realidad soviética (industrialización, deporte, etc) a través de las técnicas del expresionismo europeo moderno (se acabaría disolviendo en 1931).
En el comienzo de su carrera, Pímenov recibió fuertes influencias del expresionismo alemán, lo que explica en gran medida la agudeza dramática de sus mejores cuadros de estos años: Inválidos de guerra (1926, en el Museo Estatal de Rusia), ¡A nosotros la industria pesada! (1927) y Los soldados se ponen del lado de la revolución (1932; los dos están en la galería Tretiakov). A lo largo de los años, se dirigió a un impresionismo renovado, con más ligereza y luz. También trabajó como diseñador y cartelista. Son suyos los decorados de la película Los cosacos de Kubán de Iván Pýriev, estrenada en 1949, donde muestra un koljós como un paraíso de abundancia mientras que las zonas rurales del mundo soviético experimentaban severas privaciones. En 1954, fue elegido miembro correspondiente, y en 1962 miembro de la Academia de las Artes de la URSS.
Fue uno de los veinticinco artistas soviéticos que firmaron una carta abierta dirigida a Leonid Brézhnev oponiéndose a la rehabilitación de Iósif Stalin la víspera del XXIII Congreso del PCUS en febrero de 1966. 
Yuri Pímenov murió en 1977 en su ciudad natal y fue enterrado en el cementerio Novodévichi.

## Premios y reconocimientos
- Orden de la Bandera Roja del Trabajo: 1963
- Orden de Lenin: 1967
- Premio Lenin: 1973
- Premio Stalin de 2.ª clase: 1947, por la escenografía del espectáculo Para los que están en el mar de Borís Lavreniov en el teatro Maly
- Premio Stalin de 2.ª clase: 1950, por la escenografía del espectáculo Una extensa estepa, de Nikolái Vínnikov